# キャスリーン・ケネディ (映画プロデューサー)
キャスリーン・ケネディ（Kathleen Kennedy、1953年6月5日 - ）は、アメリカ合衆国カリフォルニア州バークレー出身の映画プロデューサー。
特にスティーヴン・スピルバーグ、ロバート・ゼメキス監督映画の製作に携わることが多い。夫は同じくプロデューサーのフランク・マーシャルで、アンブリン・エンターテインメントの共同設立者でもある。
2012年10月30日からは、ウォルト・ディズニー・カンパニーに買収されたルーカスフィルムの社長を務めている。また、映画芸術科学アカデミーの理事も務めている。製作総指揮として約60作品に参加しており、アカデミー賞に8回ノミネートされていて、2018年にはアカデミーから夫妻で同時にアービング・G・タルバーグ賞が贈られ、女性では初の受賞になった。

## 生い立ち
カリフォルニア州バークレーの出身で、父ドナルド・R・ケネディは裁判官・弁護士、母ディオーネ・マリーは舞台女優だった。彼女には姉妹が2人おり、双子の姉コニーはカナダ・ブリティッシュコロンビア州のロケーション・マネージャーを務めた後、ヴィジュアル・プロダクション会社プロフィール・スタジオのエグゼクティブ・プロデューサーを務めている。もう1人の姉妹であるダナ・ミドルトン＝シルバーシュタインはテレビ番組の司会者をしており、商務長官ゲイリー・フェイ・ロックの報道官を務めた経験を持つ。
1971年にレディングのシャスタ高校を卒業する。サンディエゴ州立大学で映画製作などを学び、卒業年にサンディエゴのテレビ局KCSTでカメラオペレーター、フロアディレクター、編集などの業務を行う契約を結び雇用される。KCSTとの契約終了からロサンゼルスに移住するまでの4年間、ローカル・トーク番組「You're On」をプロデュースした。移住後はジョン・ミリアスのアシスタントを務めた後、1979年にスティーヴン・スピルバーグの作品『1941』にスタッフとして参加し、プロデューサーとして活躍するようになる。

## キャリア
『1941』で、ケネディはスピルバーグの助手として製作に参加し、彼に注目されている。その後、『レイダース/失われたアーク《聖櫃》』の製作に参加してスピルバーグの信頼を得て、彼がプロデュースした『ポルターガイスト』の製作にも参加している。1981年にスピルバーグ、フランク・マーシャルと共に映画製作会社アンブリン・エンターテインメントを設立する。1982年公開の『E.T.』で初めてプロデューサーとしてクレジットされ、これ以後30年以上に渡りスピルバーグ作品に携わるようになり、ハリウッドにおける著名なプロデューサーの地位を確立した。
1980年代から1990年代にかけて国立学生映画研究所の諮問委員を務め、1991年には映画製作支援の功績を認められグリミー賞を受賞した。また、諮問委員の他に研究所の名誉会長も務めていた。1992年にはサンタモニカを拠点とする映画製作会社ザ・ケネディ/マーシャル・カンパニーを設立し、ドリームワークスと提携した。また、スピルバーグとのビジネス関係も継続し、『ジュラシック・パーク』『シンドラーのリスト』に製作・製作総指揮として参加している。1995年には映画業界における女性の地位向上に貢献したことを認められ、クリスタル・アンド・ルーシー賞のクリスタル賞を受賞した。
2001年から2002年にかけて、ティム・ギボンズと共に全米製作者組合の共同組合長を務めた。2005年に『宇宙戦争』『ミュンヘン』の製作に参加し、アカデミー賞にノミネートされた。2007年には次世代フィルムメーカーの指導と支援に貢献したことを認められ、ウーマン・イン・フィルムのパルトロウ・メンターシップ賞を受賞した。2009年に夫マーシャルと共にスタジオジブリの映画『崖の上のポニョ』英語版の製作総指揮を務め、引き続きジブリの『借りぐらしのアリエッティ』（2012年）と『コクリコ坂から』の英語版も夫妻で製作総指揮を担当した。
2012年5月にザ・ケネディ/マーシャル・カンパニーの共同経営者を辞任してマーシャルが単独で経営を引き継ぎ、6月にジョージ・ルーカスと共にルーカスフィルムの共同経営者に就任した。ルーカスフィルムがウォルト・ディズニー・カンパニーに買収された後は社長に就任している。2019年には英国映画テレビ芸術アカデミー（BAFTA）からフェローシップ賞を授与された。

## ポリティカル・コレクトネス
キャスリーン・ケネディは、「スター・ウォーズ」の世界には男女格差があると主張している。
ケネディは自身の手がける作品や事業について「強い女性像を作っていきたい」「シリーズすべてを通して強い女性を作ると共に、映画業界全体で女性が活躍できるような先駆者になってほしい」「ルーカス・フィルムのストーリー担当者6名のうち、5名は女性」と、女性に関する話題を強調している。
2015年から2019年にかけて公開されたスター・ウォーズ3部作は女性や有色人種が主演となったが、一部で反発を招いた。
ニューヨーク・タイムズのインタビューでケネディは、「『スター・ウォーズ』に飛び込む女性たちの多くは、さらに苦労していると思います。なぜなら、ファンベースが非常に男性支配的だからです。彼女たちは時々、極めて個人的なことで攻撃されてしまいます」と主張した。
ジョージ・ルーカスの元妻でスター・ウォーズのオリジナル3部作を編集したマーシア・ルーカスは、ケネディについて「『スター・ウォーズ』を全くわかっていない」「女性の観客にアピールするのが大切だと思ったから、主人公は女性。ジェダイの力を持っていることになっているものの、なぜ彼女がジェダイの力を得たのかは不明。何者なのかも不明」「最悪。ストーリーラインが酷い。ただただ酷い。最低」と評した。
2023年の「サウスパーク」ではケネディの風刺が登場し、「Put a chick in it! Make her lame and gay!」（女を登場させろ！彼女をダサいにゲイにしろ!）と発言する様子が描かれた。

## プロデュース作品
- E.T. E.T. the Extra-Terrestrial（1982）
- インディ・ジョーンズ/魔宮の伝説 Indiana Jones and the Temple of Doom（1984）
- グレムリン Gremlins（1984）製作総指揮
- グーニーズ The Goonies（1985）製作総指揮
- バック・トゥ・ザ・フューチャー Back to the Future（1985）製作総指揮
- ヤング・シャーロック/ピラミッドの謎 Young Sherlock Holmes（1985）製作総指揮
- カラーパープル The Color Purple（1985）
- アメリカ物語 An American Tail（1986）製作総指揮
- 太陽の帝国 Empire of the Sun（1987）
- ロジャー・ラビット Who Framed Roger Rabbit（1988）
- リトルフット The Land Before Time（1988）製作総指揮
- 晩秋 Dad（1989）製作総指揮
- バック・トゥ・ザ・フューチャー PART2 Back to the Future Part II（1989）製作総指揮
- オールウェイズ Always（1989）
- バック・トゥ・ザ・フューチャー PART3 Back to the Future Part III（1990）製作総指揮
- グレムリン2 新・種・誕・生 Gremlins 2: The New Batch（1990）製作総指揮
- アラクノフォビア Arachnophobia（1990）
- アメリカ物語2/ファイベル西へ行く An American Tail: Fievel Goes West（1991）製作総指揮
- ケープ・フィアー Cape Fear（1991）
- フック Hook（1991）
- ジュラシック・パーク Jurassic Park（1993）
- シンドラーのリスト Schindler's List（1993）製作総指揮
- 恐竜大行進 We're Back! A Dinosaur's Story（1993）製作総指揮
- フリントストーン/モダン石器時代 The Flintstones（1994）製作総指揮
- マディソン郡の橋 The Bridges of Madison County（1995）
- コンゴ Congo（1995）
- バルト Balto（1995）製作総指揮
- ツイスター Twister（1996）
- ロスト・ワールド/ジュラシック・パーク The Lost World: Jurassic Park（1997）製作総指揮
- シックス・センス The Sixth Sense（1999）
- ヒマラヤ杉に降る雪 Snow Falling on Cedars（1999）
- マップ・オブ・ザ・ワールド A Map of the World（1999）
- A.I. A.I. Artificial Intelligence（2001）
- ジュラシック・パークIII Jurassic Park III（2001）
- サイン Signs（2002）製作総指揮
- シービスケット Seabiscuit（2003）
- 宇宙戦争War of the Worlds（2005）
- ミュンヘン Munich（2005）
- 潜水服は蝶の夢を見る Le scaphandre et le papillon（2007）
- スパイダーウィックの謎 The Spiderwick Chronicles（2008）
- インディ・ジョーンズ/クリスタル・スカルの王国 Indiana Jones and the Kingdom of the Crystal Skull（2008）製作総指揮
- ベンジャミン・バトン 数奇な人生 The Curious Case of Benjamin Button（2008）
- 崖の上のポニョ PONYO（2009）英語版 製作総指揮
- エアベンダー The Last Airbender（2010）製作総指揮
- ヒア アフター Hereafter（2010）
- タンタンの冒険/ユニコーン号の秘密 The Adventures of Tintin: Secret of the Unicorn（2011）
- 戦火の馬 War Horse（2011）
- 借りぐらしのアリエッティ The Secret World of Arrietty（2012）英語版 製作総指揮
- リンカーン Lincoln（2012）
- コクリコ坂から From Up On Poppy Hill（2012）英語版 製作総指揮
- スター・ウォーズ/フォースの覚醒 Star Wars: The Force Awakens（2015）
- ローグ・ワン/スター・ウォーズ・ストーリー Rogue One: A Star Wars Story（2016）
- スター・ウォーズ/最後のジェダイ Star Wars: The Last Jedi（2017）
- ハン・ソロ/スター・ウォーズ・ストーリー Solo: A Star Wars Story（2018）
- スター・ウォーズ/スカイウォーカーの夜明け Star Wars: The Rise of Skywalker（2019）
- マンダロリアン The Mandalorian（2019）テレビドラマシリーズ、製作総指揮